# Nicolas Berard
Nicolas Berard (ur. 18 października 1985) – francuski, a od 2014 roku australijski judoka.
Startował w Pucharze Świata w latach 2015 i 2017-2019. Złoty medalista mistrzostw Oceanii w 2016 i 2017. Mistrz Australii w 2014, 2015, 2016, 2018 i 2019 roku.